# روبین هازه
روبین هازه (انگلیسی: Robin Haase؛ زادهٔ ۶ آوریل ۱۹۸۷) یک تنیس‌باز اهل هلند است.